# Codex Theodulphianus
Il Codex Teodulphianus, designato Θ, è un manoscritto latino del X secolo dell'Antico e del Nuovo Testamento. Il testo, scritto su pergamena, è una versione della Bibbia Vulgata. Contiene l'intera Bibbia, con alcune parti scritte su pergamena purpurea.

## Descrizione
Il Libro dei Salmi e i quattro Vangeli sono scritti su pergamena purpurea in lettere d'argento (le lettere iniziali sono in oro). Il testo è scritto in scrittura minuscola. Il testo latino del Vangelo è un rappresentante della recensione teodulfiana della Vulgata, ed è considerato il più importante testimone di questa recensione (altri manoscritti sono il Codex Annicensis e il Codex Hubertanus). Presenta una forte somiglianza testuale con il Codex Hubertanus, sebbene sia scritto in una mano più piccola. Il testo del Vangelo di Matteo è molto vicino al Codex Cavensis. I libri dei re, il libro delle Cronache, il libro di Esdra e le epistole paoline (parzialmente) sono testualmente vicini al tipo spagnolo della Vulgata. Nel Libro della Genesi, nel Libro di Giosuè e nel Libro dei giudici, il testo è vicino al Codex Amiatinus.
Il Codice contiene il comma Johanneum (Giovanni 1, 5:7), un testo spurio che fa riferimento alla trinità, nella sua posizione abituale (a differenza del Codex Cavensis e del Codex Toletanus).

## Storia
E.A. Lowe ha datato il manoscritto all'ottavo o al nono secolo. Precedentemente apparteneva alla Cattedrale di Orleans, alla famiglia Mesmes, quindi passò alla Biblioteca nazionale di Francia. Il manoscritto è stato esaminato e descritto da Samuel Berger. È stato collazionato da John Wordsworth e H.J. White per la loro edizione del testo della Vulgata. Attualmente il manoscritto è conservato nella Biblioteca nazionale di Francia a Parigi (Lat. 9380).